# 囲碁の段級位制
囲碁の段級位制（いごのだんきゅういせい）は、囲碁の技量の度合いを表すための等級制度である。級位は数字の大きい方から小さい方へと昇っていき、段位になると数字の小さい方から大きい方へと昇っていく。
棋士を呼ぶ際は、「吉原由香里六段」「一力九段」のように、敬称（先生）に代えて氏名または名字の下に段位をつけて呼称されることもある。通常、段位は漢数字で、級位はアラビア数字で表記する。但し現在の囲碁のプロ棋士には級位は存在しない。
英語では「初段=first degree black belt（黒帯1度）」のように意訳する場合と、「初段=shodan」とそのまま表記する場合がある。アラビア数字を使った 1-dan 等も一般的で、略号として 2d（二段）、5k（5級）等も使われる。プロについてはアマ段位と区別する意味で 9p（プロ九段）等も使われる。

## 歴史

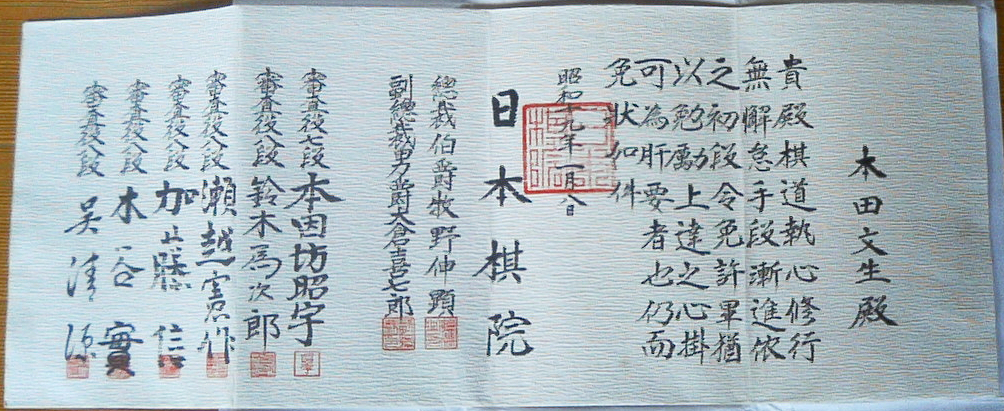
戦時中の初段允許状（昭和19年1月8日）

段級位制は、本因坊四世である本因坊道策が始めたものである。それまでは互いの間の手合い割（ハンデキャップ）によって強さを表していたが、家元制度が確立して棋士が増えたこともあり、統一された基準が欲しいということになり、道策は名人（九段）・準名人もしくは名人上手間（八段）・上手（じょうず、七段）を制定し、後に初段から九段までの段位が定められた。なお道策はその力量から「実力十三段」と称揚された。
江戸時代は級位やアマチュア段位などは存在せず、専門棋士と素人の段位に区別は無かった。それだけに初段になるのも非常に厳しく、地方ならば初段・二段の免状があればそれを種に生活できたと言う。
明治に入り、村瀬秀甫（後の本因坊秀甫）は「方円社」を設立し、囲碁人口の拡大を図るために新しく級位制を創設した。ただし、これは現在の段級位制度とは違ったものだったが、後に従来の段位制に戻した。

## プロ

### 昇段規定
2024年時点での日本の囲碁のプロ組織での昇段規定は以下である。いずれかを満たせば昇段できる。
| 昇段   | 昇段         | 条件 |
| ------ | ------------ | --- |
| 九段へ | 九段へ       | - 対象棋戦200勝 - 二大タイトル獲得（棋聖、名人） - それ以外の七大タイトル2期獲得（王座、天元、本因坊、碁聖、十段） - 特定国際棋戦優勝 |
| 八段へ | 八段へ       | - 対象棋戦150勝 - 二大タイトル挑戦（棋聖、名人） - それ以外の七大タイトル1期獲得（王座、天元、本因坊、碁聖、十段） - 特定国際棋戦準優勝 |
| 七段へ | 共通         | - 対象棋戦120勝 - 賞金ランキングによる昇段（日本棋院のみ六段より1名） - 特定タイトル戦の優勝（阿含桐山杯、竜星） - 二大タイトルリーグ入り（棋聖・名人、ただし棋聖はSリーグのみ） - それ以外の七大タイトル挑戦（天元、王座、本因坊、碁聖、十段） |
| 七段へ | 関西棋院のみ | - 特定タイトル戦の優勝（新人王戦、NHK杯、関西棋院第一位決定戦） - 特定国際棋戦四強 |
| 六段へ | 六段へ       | - 対象棋戦90勝 - 賞金ランキングによる昇段 - 日本棋院のみ五段より2名 |
| 五段へ | 五段へ       | - 対象棋戦70勝 - 賞金ランキングによる昇段 - 日本棋院は四段より2名 - 関西棋院は初段～四段の中で1名 |
| 四段へ | 四段へ       | - 対象棋戦50勝 - 賞金ランキングによる昇段 - 日本棋院は三段より2名 - 関西棋院は初段～四段の中で1名 |
| 三段へ | 三段へ       | - 対象棋戦40勝 - 賞金ランキングによる昇段 - 日本棋院は二段より2名 - 関西棋院は初段～四段の中で1名 |
| 二段へ | 二段へ       | - 対象棋戦30勝 - 賞金ランキングによる昇段 - 日本棋院は初段より2名 - 関西棋院は初段～四段の中で1名 |

- 対象棋戦＝棋聖戦（対アマチュアも含む）・名人戦・王座戦・天元戦・本因坊戦・碁聖戦・十段戦・新人王戦・竜星戦（対アマチュアも含む）・桐山杯（対アマチュアも含む）・広島アルミ杯・マスターズカップ・三星火災杯（本戦のみ）・LG杯（本戦のみ）・農心杯・春蘭杯・百霊杯（本戦のみ）・夢百合杯（本戦のみ）・グロービス杯・新奥杯（本戦のみ）・ワールド碁チャンピオンシップ・国手山脈杯・天府杯
- 特定国際棋戦優勝＝応昌期杯・三星火災杯・LG杯・春蘭杯・百霊杯・夢百合杯・新奥杯・ワールド碁チャンピオンシップ・国手山脈杯・天府杯[1]
- 勝数で昇段した場合は賞金ランキング上位者の対象から除く
- 飛び段も可能。（例：三段の棋士がリーグ入りした場合一気に七段になる[2]）
- 勝利数だけで昇段した場合通算750勝で九段到達となる。中堅棋士で年間20勝前後なので約38年かかることになる。

### 経緯
日本棋院創設以前の段位は、棋士間の手合割から二段差で置き石1子の基準で決定されていた。日本棋院設立後には三段差1子に改められた。
現在、棋士採用試験に合格した者は一律初段となることから、この試験を「入段試験」、合格してプロ入りすることを「入段」と呼ぶ。日本棋院の場合、プロ試験は予選を行って受験者を絞った後で、総当りリーグ戦を行う。東京本院では夏季に院生（棋院の中で修行するプロ志望者）から1人、冬季に上位2人及び関西総本部・中部総本部で1人または2人と、女流枠1人または2人がプロとなる。
関西棋院の場合、院生は10級から始まり（10級以外の場合もある）、昇級を重ねて初段格になったうえで12勝4敗の成績を上げれば合格となる。誰も12勝できない場合はそのまま持越しであったが、2011年より初段リーグに変更されその成績で入段が可能となった。その他に研修棋士制度も設けており、アマチュアで卓越した成績を収めたものが、四段以下の棋士と2局、九段と1局を打ち、その結果によっては入段することができる。
入段した棋士は、大手合と呼ばれる昇段のための対局で規定の点数を挙げることで昇段していた。しかし大手合制度には九段が参加せず、実力の基準が相対的でしかないという矛盾があり、九段の数が一番多くて初段の方が少ないという逆転現象を生み出した（2004年時点で、日本棋院・関西棋院合わせて九段が109人、初段が31人）。一部の棋士に至っては、昇段にうま味がなく手合自体の負担も大きいことから九段昇段以前から大手合に出場しないこともあった(その中には、柳時熏、山田規三生といった有力棋士も多い)。
そうしたこともあって、2003年、日本棋院は昇段制度を改定した。
1. それ以前の段位に関わらず、
  1. 三大タイトル（棋聖・名人・本因坊）・世界選手権のどれかを1回、あるいは碁聖・十段・王座・天元のどれかを2回以上優勝した場合は無条件に九段。
  2. 三大タイトル・世界選手権に準優勝、あるいはそれ以外の七大タイトルに優勝した場合は八段。
  3. 三大タイトルの挑戦者決定リーグに入るか、あるいは三大タイトル以外の七大タイトルの準優勝、あるいは阿含桐山杯・竜星戦に優勝した場合は七段。
2. ある一定以上の勝ち星で順次昇段。
3. （初段から六段までは）1または2で昇段しなかった各段の棋士の中で賞金ランキングが上位の者が順次昇段。

関西棋院も2005年、これとほぼ同様の新昇段制度（違いは関西棋院第一位優勝、NHK杯優勝、新人王戦優勝で七段昇段）に移行している。その後、2024年に本因坊戦が縮小されることとなり、三大タイトルから外れその他のタイトルと同じ扱いになった。
日本棋院、関西棋院ともに、対象棋戦での勝敗による単年ごとの賞金ランキングの優秀者を一段昇段させる制度を導入している。両棋院の違いは、日本棋院が六段から1名、五段から初段まで各段2名の上位者が昇段するのに対し、関西棋院は初段～四段の中で最上位者1名のみ昇段することである。また両棋院独自戦の勝数やアマチュア参加が認められる棋戦の対アマ勝利が勝数規定に含まれるかの違いも存在する。一例として、日本棋院においては独自棋戦である若鯉戦、フマキラー囲碁マスターズカップも対象棋戦に含まれるなど。
日本棋院の昇段者は大手合廃止まで年平均40人を超えていたが、廃止後から2008年までを平均すると、廃止前の半数以下となっている。2008年は17人と、初めて20人を割り込んだ。一方、現役の九段は76人で、全棋士のうち23.6％と高率を占める現状に変わりはないが（制度廃止直前は73人で22.7％）、概して増加は抑制傾向にある。2010年には、日本棋院・関西棋院ともに九段昇段者が出なかった。特に関西棋院においては、移行した2005年以降九段昇段者が2014年現在まで出ていない。
降段制度がないため、高齢の棋士が高段となる傾向が強く、プロ囲碁界では段位が正確に棋力を反映しているとは言えない。1990年代に急激なレベルの向上を経た韓国では特に顕著で、一部の第一線級を除けば90年代以前に活躍したベテランの九段棋士はほとんど活躍できず、2～4段の若手が国際戦で代表となることが多い。
なお、タイトルの十段の保持者は「○○十段」と呼ばれることになるが、「十段」は「名人」や「棋聖」などと同様の「タイトル名」であって、十段のタイトルを持っていても国際戦などでは◯◯九段と呼ばれる（そもそも前述の通り、段位は九段が最高位であり、十段などという段位は本来存在しない）。

## アマチュア
現在日本ではプロの段位とは別にアマチュアの段級位があり、日本棋院・関西棋院が発行している。2015年現在、日本棋院が認定している最高の段位は八段で、段級位を認定されるためには
1. 日本棋院の認定問題で指定の成績を収める。
2. 日本棋院が関連する大会にてある程度の成績を収める。
3. プロ棋士・日本棋院支部長の推薦を受ける。

などの方法がある。このうち1.は常に、2.は成績にも応じて一定の金額（初段で3万円程度、8段は100万円など）を支払う必要がある。日本棋院のWebサイトからも応募できる。この方式に対しては段級位を金で売っているかのようであるとの批判もあり、藤沢秀行は独自の低廉な段位免状を発行したことで一時期日本棋院から脱退したことがある（後に独自の免状を発行しないと約束の上で復帰している）。
しかしながら、下記のような事情があり、アマチュアにおいても認定された段級位が必ずしも正確に実力を反映しているわけではない。
1. 日本棋院の認定問題は新聞や雑誌等に掲載されて出されるため、実戦と異なり碁盤に並べて時間をかけて検討することも可能であるし、カンニング等についても実質的に解答者の良識に任されている。
2. 布石など明確な解答の出ないジャンルは特に高段者向けの問題には適さないケースが多い。
3. 段級位認定大会では、目標とする段級位を参加者が自己申告するため相対的な評価にならざるを得ない。

アマチュアでは位が1下がるごとに、置き石が1子増えるのが目安となっている。
実際には初段からプロとハンデ有りで対局が成り立つようになり、2～6段が有段者、7～8段が高段者とされる。高段者の中には碁会所で指導する者も多く、弟子が入段する例もある。
碁会所などではハンデの目安などのため、「○段格」などと段級位を設定する場合が多い。しかし、これも碁会所内での固定された対局者内での相対評価とならざるを得ないため、格差が発生することは避けがたい。ある碁会所で初段格で打っていたのに、別の碁会所でその通り初段と名乗った所相手を圧倒してしまうというような例もある。日本棋院の認定ではなく実際の対局における力量を表す「実力○段」という用語もある。
推薦の認定は基準があいまいで、プロ棋士と対局して棋力を判断してもらい段位の認定を受けることもあり、この場合は実力での段位認定となる。映画『未完の対局』のシナリオを担当した李洪洲と葛康同は囲碁愛好家でもあり、撮影に合わせて来日し、日本棋院で安藤武夫、近藤幸子と試験碁を打ち、それぞれ2段と3段の免状を受けている。将棋棋士の渡辺明は新聞の企画で仲邑菫二段（当時）と6子のハンデで対局し13目勝ちしたことが認められ、アマ3段に認定された。碁ワールドではアマチュアがプロ棋士に対し、2子・上手5目コミ出しのハンデで対局し、勝てば7段の免状が与えられる「真剣勝負 七段に挑戦」という企画があった。
関西棋院では通常の段位認定とは別に、指導碁の延長としてプロと対局して棋力を判定してもらう「棋力検定」を実施している。
日本棋院と宝酒造が主催していた宝酒造杯 囲碁クラス別チャンピオン戦では、地区大会で全勝（5勝）すると無料で免状の申請が可能であった。
他に囲碁普及の功労者などに、日本棋院・関西棋院から名誉段位を贈る場合がある。著名な例では、福田赳夫総理大臣に名誉八段、スペースシャトルで初の宇宙囲碁対局を行った若田光一に名誉初段（同ダニエル・T・バリーに二段）、デミス・ハサビスに名誉九段などがある。
中国ではアマチュアとプロは地続きになっており、最下位であるアマ25級からスタートし、アマ5段以上が参加できる中国囲碁定段戦で一定の成績を収めるとプロに入段できる。

### ネット碁における段級位
ネット碁でも、各サイトの基準などに応じて段級位が表示されるものが多い。また、プロが登録して打つ場合にも、アマチュアと共通の段級位が設定される場合が少なくない。
参加者の多いネット碁サイトで多数対局した結果としてつけられた段級位は、実力を正確に測ったものと捉えられるが、その基準は各サイトによってまちまちであり、日本棋院や関西棋院の認定する段級位の基準とは必ずしも一致しない。他方で、棋力を意図的に過少申告して下位の棋力の者をいたぶるように打って楽しむサンドバッカーの存在もあり、マナー違反として認知されている。
段級位とは別にイロレーティングを計測しているサイトもある。

## アマチュアとプロの比較
プロと初心者の差を示す「四星目」という囲碁用語がある。プロに星目（9子）置く人（ほぼアマチュア1級）に星目置く人（ほぼ10級）に星目置く人（ほぼ20級）に星目置くのが初心者という意味の言葉である。基本ルールを覚えただけの状態が30級、基本的な技術が身につくと1級、8段でプロと互角の勝負が出来るとも言われる。
他にもプロの初段に9子置いて勝てればアマチュア初段、5子置いて勝てればアマ高段者、トップ棋士に3子置いて確実に勝てるなら県代表クラスのトップアマという評価もある。
坂井秀至は、世界アマチュア囲碁選手権戦優勝などの実績を持ち、試験碁の成績により飛び付き五段に認定されプロ棋士となった。
阿含・桐山杯全日本早碁オープン戦では、アマ棋戦上位入賞者がプロ棋士と対等の条件で対局して勝ち上がることも珍しくなくなっている。
アマチュアのフェルナンド・アギラールは第1回トヨタ&デンソー杯囲碁世界王座戦でプロ棋士（長谷川直と楊嘉源）を連破してベスト8に進出した。
関西棋院の院生になるにはアマ6段前後が必要とされる。プロを断念した元院生でもアマチュアとしては圧倒的な強さがあり、上位クラスだった者はアマチュアで日本代表になれるレベルである。
近年は日本と中国・韓国との差が大きく開いていおり、アマチュアにおいては日本の五段と韓国・中国の初段が対等などといわれている。